# Parti national-bolchévique

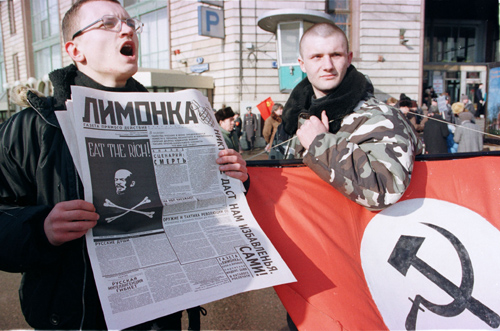
Militants du PNB lors d'une manifestation à Moscou.

Le Parti national-bolchévique (PNB) est un parti politique russe national-bolchévique, fondé le 1er mai 1993 et interdit le 7 août 2007.

## Historique

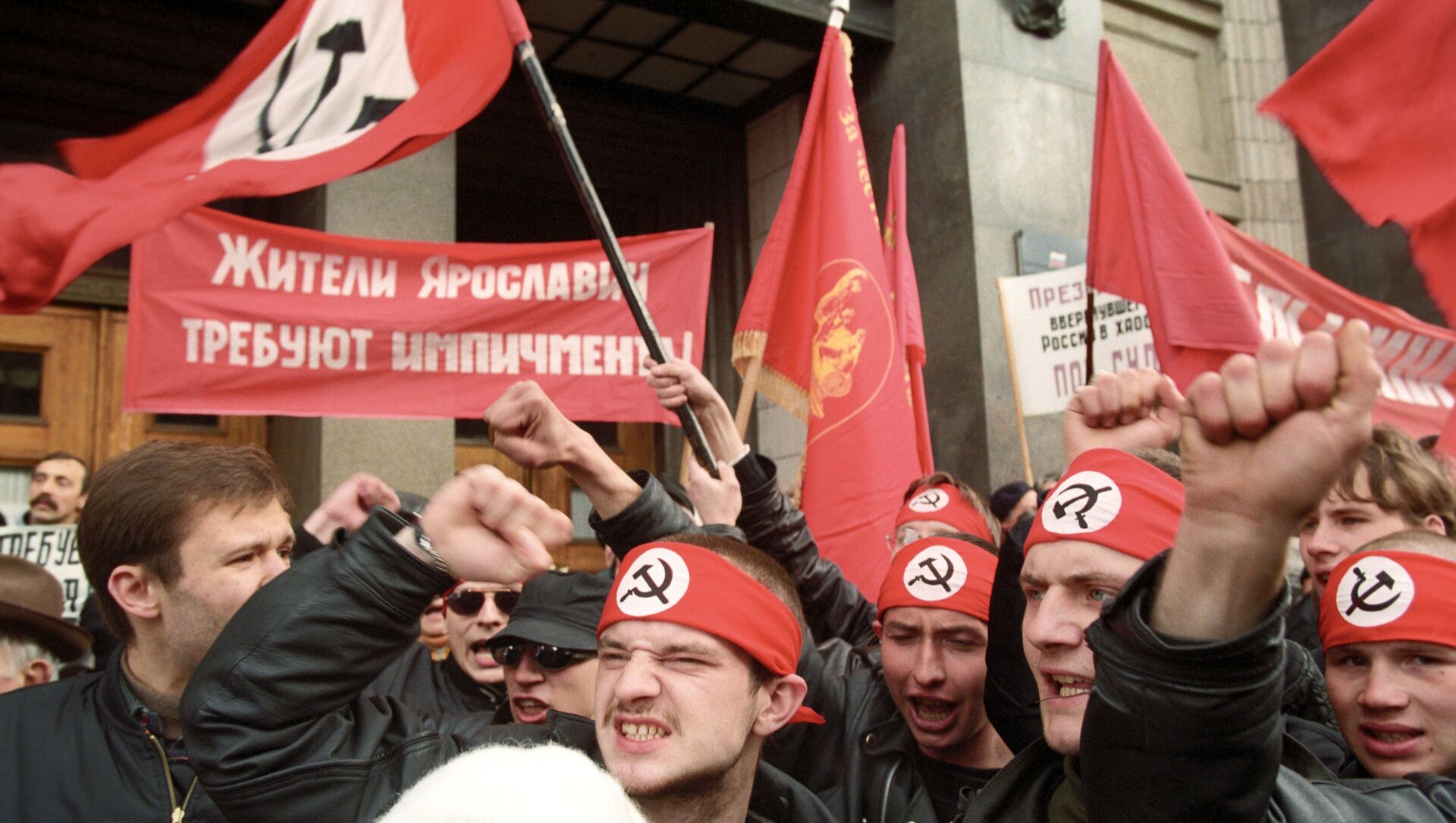
Piquet de grève des Bolcheviks nationaux devant la Douma d'État lors de l'examen de la question de la mise en accusation du président russe Boris Eltsine en session plénière (15 mai 1999)

Depuis sa création en 1993 et jusqu'à 2006, le parti était dirigé par Édouard Limonov (il était alors appelé le Front national-bolchévique). Cependant, Alexandre Douguine fut son véritable fondateur et c'est lui qui, pour des raisons de marketing politique, fit appel à Limonov comme porte-parole (Limonov collaborait alors avec Vladimir Jirinovski). L'organe officiel du PNB est le journal Limonka (ce qui signifie la grenade tout en étant un jeu de mots faisant référence à Limonov). Le drapeau du PNB représente une faucille et un marteau noirs sur fond rouge et est inspiré par le t-shirt que porte Gary Oldman interprétant Sid Vicious dans le film Sid et Nancy.
Durant toute la période où son idéologue fut Alexandre Douguine, le parti défendit l'idée de la création d'un grand empire eurasien qui inclurait la totalité de l'Europe et de la Russie. Le parti était alors fermement antiaméricain et voyait en la création d’un empire eurasien un contrepoids à la domination globale américaine. Historiquement, le parti a défendu le stalinisme, cependant il a par la suite renoncé à envisager la recréation d'un tel système politique. Le PNB a nié toute forme de lien avec le fascisme, arguant que l'antisémitisme, le racisme et la xénophobie allaient à l'encontre des principes du parti. Le parti est décrit comme une hybridation idéologique entre extrême gauche et extrême droite.
Par la suite, Alexandre Douguine quitta le PNB avec d'autres membres pour créer son propre parti, le Parti Eurasie. Le PNB (du moins ce qu'il en restait) réduisit son combat géopolitique au profit d’un combat plus national, et il s’est centré sur la défense des minorités russes dans les anciennes républiques de l'URSS, et sur son opposition au régime politique actuellement au pouvoir en Russie, s'alliant pour ce faire avec des groupes libéraux et se déclarant en faveur d'une « révolution orange » à Moscou.
Lors de son dernier congrès tenu au début de l'année 2006, le PNB a éclaté. Une fraction majoritaire a exclu Édouard Limonov du parti. Limonov a maintenu son action avec ses partisans sous le même nom et une troisième fraction a rejoint l'Union de la jeunesse eurasienne, branche jeune du parti d'Alexandre Douguine. Depuis, des heurts très violents (avec usage d'armes) ont opposé les partisans de Limonov et de Douguine. Les seconds reprochant aux premiers de travailler contre la Russie et pour l'Occident. Avant son éclatement, on estimait son nombre d'adhérents autour de 20 000, avec des cellules régionales dans toute la Russie.
Le PNB est interdit le 7 août 2007.
Ensuite, quelques groupes issus du PNB mènent des actions communes, tant avec l'opposition démocratique et libérale, qu'avec le Parti communiste de la fédération de Russie, l'extrême gauche, et d'autres organisations de citoyens sur les thèmes de la défense des libertés et des droits civiques et sociaux. Ils attaquent farouchement le gouvernement de Vladimir Poutine et considèrent l'État, la bureaucratie et la police comme corrompus. Bien qu'ils usent généralement de méthodes non-violentes, comme des occupations de bâtiments publics ou des projections de fruits pourris sur des représentants du pouvoir, les militants issus du PNB subissent une répression policière et judiciaire très dure de la part du pouvoir, et un certain nombre d'entre eux ont été emprisonnés.
En 2016, un des dirigeants de l'ex-PNB, l'écrivain Zakhar Prilepine, déclare que les évènements de Crimée et du Donbass ont définitivement séparé les nationaux-bolchéviques de l'opposition démocratique et qu'ils ont conclu une « trêve temporaire avec le pouvoir russe ».

## À l'international
Des sections du PNB existent en Lettonie, en Moldavie, et en Ukraine, bien que leur influence soit faible.[réf. nécessaire]